# 日本エアシステム451便着陸失敗事故
日本エアシステム451便着陸失敗事故（にほんエアシステム451びんちゃくりくしっぱいじこ）とは、1993年（平成5年）4月18日に日本の岩手県花巻市にある花巻空港で発生した航空事故である。
ウインドシアによるハードランディングで機体は炎上したものの、幸いにして死者は発生しなかった。

## 事故当日の日本エアシステム451便

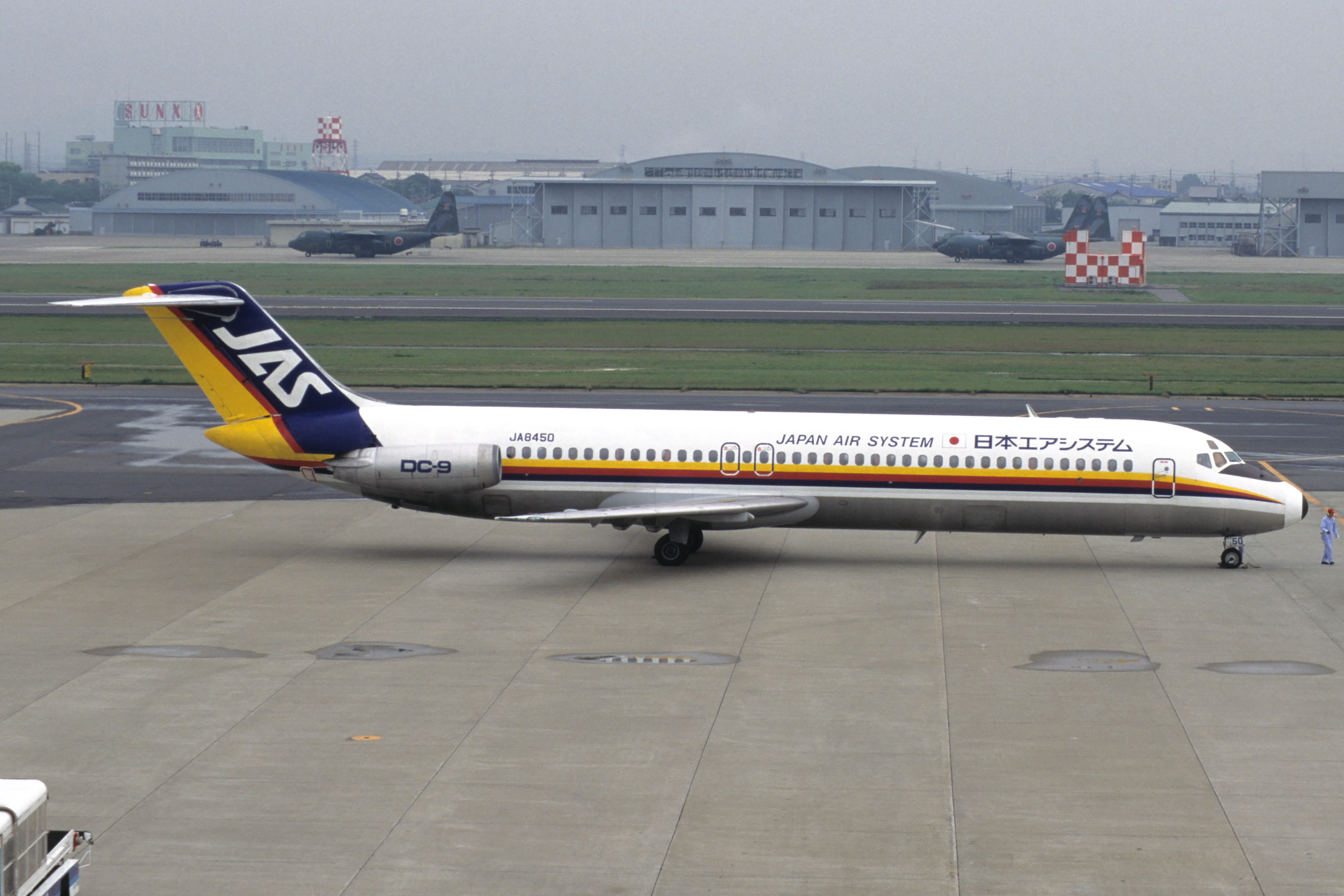
日本エアシステムのDC-9-41

日本エアシステム451便（以下「JAS451便」と表記）として運航されていたマクドネル・ダグラスDC-9-41（機体記号: JA8448 製造番号: 47767/885）は1978年にアメリカ合衆国で製造され9月に日本で登録された。このDC-9-41型機は当時の東亜国内航空が1974年から1979年までに導入した22機のうちの1機で、国内ローカル路線用の機体であった。
1993年4月18日、JA8448は新千歳空港を出発し花巻空港、次いで名古屋空港に向かい、折り返し名古屋発花巻行きのJAS451便として運航されていた。飛行計画によればさらに花巻から新千歳に戻る予定であった。

## 事故の経過
JAS451便は11時47分に名古屋空港を離陸したが、操縦は機長（当時51歳）ではなく副操縦士（当時27歳）が行っていた。この副操縦士は昇格から5か月しか経っておらず、社内の運航規則では、上昇、巡航、降下、進入のみ実施でき、離着陸は運行規則に違反する行為であった。この場合でも、機長が路線教官、飛行教官または査察操縦士の場合は、副操縦士の経験にかかわりなくすべての操縦操作を行わせることが許されていたが、当該機の機長はいずれの資格も有していなかった。なお運航乗務員2人が同じシフトで運航するのは前日が初めてであったが、同様に副操縦士に操縦させていた。また最初の花巻空港への着陸は機長が行っていた。
事故当日の気象条件は良好なものではなく、前日の20時20分に花巻空港のある岩手県内陸地域には強風注意報が発表されていた。また、事故直前の18日12時30分にも同様に強風注意報が発表されていた。JAS451便が着陸しようとしていた当時、空港では風速11メートル、最大瞬間風速22メートルの西風が吹いており、着陸する航空機からすれば強い追い風寄りの横風であった。なお日本エアシステムの運航規則によれば、DC-9-41型機は平均風速13.5メートル以上、最大20.5メートル以上の横風がある場合には着陸を回避すべしとなっていたが、最終判断は機長の裁量に任されていた。
JAS451便は機体を左右に振りながら降下していたが、対地接近警報装置 (GPWS) の「Sink Rate!（降下率注意）」の警告音が鳴り、12時44分にウインドシアのために通常の着地点よりも手前にハードランディングし、滑走路に右主翼が接地、滑走路を蛇行しながら滑走路北側で停止した。接地の際に機体が受けた垂直加速度は、6G（重力の6倍）を超えていたと推定された。このハードランディングで機体は大きな損傷を受けており、滑走中に右主翼下から出火した。

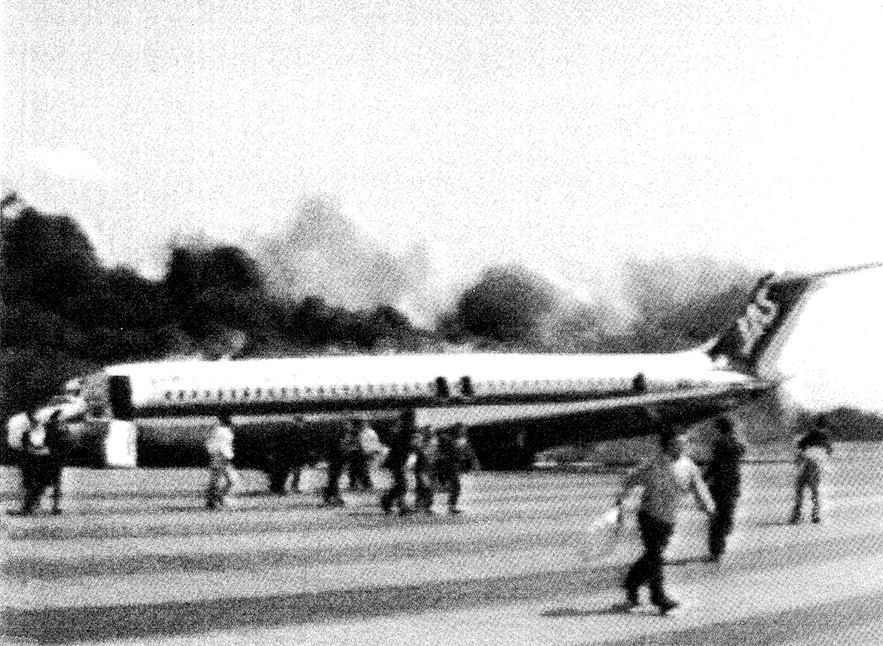
炎上する事故機

このとき、着陸を挟んだ1分40秒間の機内外の状況を、ある乗客がホームビデオで撮影していた。この記録によれば、着陸直前の機体の揺れにより乗客が叫び声をあげる様子や、火災の炎で照らされた機内で混乱に陥る乗客の姿が捉えられている。その後、緊急脱出を試みるが、乗客の混乱は収まらず、客室乗務員は大声を出して乗客を誘導しようとするも、左主翼前面から脱出を行う乗客がいるなど混乱を極めた。それでも脱出指示から脱出完了までの経過時間は86秒であり、火災による死傷者はなかった。ただ、緊急脱出中もエンジンは動作したままであった。
この事故により、乗員5名乗客72名のうち、乗員1名と乗客2名の計3名が胸椎骨折などの重傷を負い、乗員4名と乗客51名の計55名が頚椎捻挫、打撲などの軽傷を負った。
この事故の影響で花巻空港は閉鎖され、運航が再開したのは3日後の4月21日夕方であった。

## 事故原因
事故調査報告書によれば、風向風速が大きく変動する中、ウインドシアに対する十分な準備がないまま着陸動作をし、その最中にウインドシアに襲われたため、機体が予想を超えて落下してハードランディングとなり、その衝撃で火災が発生したことによる、とされた。